# Eriospermum crispum
Eriospermum crispum är en sparrisväxtart som beskrevs av Pauline Lesley Perry. Eriospermum crispum ingår i släktet Eriospermum och familjen sparrisväxter. Inga underarter finns listade i Catalogue of Life.